# Chiesa di Santa Maria Maddalena (Remanzacco)
La chiesa di Santa Maria Maddalena si trova nell'abitato di Orzano, frazione del comune di Remanzacco, in provincia di Udine.

## Storia
La chiesa è stata fondata nel corso del Trecento e fu danneggiata dal terremoto del Friuli del 1348. Fu restaurata ed affrescata sulle pareti dell'aula e dell'abside. Gli affreschi furono ritrovati in seguito ai lavori di ristrutturazione dopo il terremoto del Friuli del 1976. Nel corso del XVII secolo furono eseguiti alcuni lavori per consolidare l'edificio, senza modificare la sua struttura originaria.
Nel corso degli anni novanta del secolo scorso, in seguito al terremoto del 1976, la chiesetta è stata oggetto di un intervento di restauro conservativo e di consolidamento strutturale.

## Descrizione
La chiesa ha facciata a capanna con una alta monofora campanaria sull'apice. L'interno è ad aula unica con pareti ed abside interamente affrescato.